# Armando Dini
Armando Dini (Milano, 18 luglio 1932) è un arcivescovo cattolico italiano, dall'8 novembre 2007 arcivescovo emerito di Campobasso-Boiano.

## Biografia
Nasce a Milano, città capoluogo di provincia e sede arcivescovile, il 18 luglio 1932. Sin da piccolo si trasferisce con la famiglia a Napoli.

### Formazione e ministero sacerdotale
Frequenta le scuole medie, il ginnasio e il liceo classico a Napoli. Compie gli studi di filosofia e teologia presso il Seminario arcivescovile maggiore; ottiene poi la laurea in teologia alla Pontificia facoltà teologica dell'Italia meridionale.
Il 5 dicembre 1954 è ordinato presbitero, per l'arcidiocesi di Napoli, dal cardinale Marcello Mimmi, arcivescovo metropolita di Napoli.
Dopo l'ordinazione è nominato viceassistente dei laureati di Azione Cattolica ed assistente diocesano dell'Unione Cattolica Insegnanti Medi. Ricopre poi l'incarico di insegnante di filosofia e dottrina del sacerdozio presso il Seminario maggiore; al contempo è anche delegato arcivescovile per l'Azione Cattolica. È nominato poi vicario episcopale per i laici, nonché parroco e vicario episcopale di zona. È anche docente alla Pontificia facoltà teologica dell'Italia meridionale e confessore presso il seminario maggiore partenopeo.

### Ministero episcopale
Il 23 giugno 1990 papa Giovanni Paolo II lo nomina vescovo di Avezzano; succede a Biagio Vittorio Terrinoni, dimessosi per raggiunti limiti di età. Il 9 settembre seguente riceve l'ordinazione episcopale dal cardinale Michele Giordano, co-consacranti l'arcivescovo Luigi Diligenza e il vescovo Antonio Pagano.
Il 21 novembre 1998 lo stesso pontefice lo nomina arcivescovo metropolita di Campobasso-Boiano; succede ad Ettore Di Filippo, ritiratosi per raggiunti limiti di età.
Il 5 agosto 2006 è nominato amministratore apostolico della diocesi di Isernia-Venafro, vacante dopo la rinuncia di mons. Andrea Gemma; ricopre l'ufficio fino all'ingresso del nuovo vescovo Salvatore Visco, avvenuto il 24 giugno 2007.
L'8 novembre 2007 papa Benedetto XVI accoglie la sua rinuncia, presentata per raggiunti limiti di età, al governo pastorale dell'arcidiocesi di Campobasso-Boiano; gli succede Giancarlo Maria Bregantini, fino ad allora vescovo di Locri-Gerace. Rimane amministratore apostolico dell'arcidiocesi fino all'ingresso del successore, avvenuto il 19 gennaio 2008.
Da arcivescovo emerito torna a vivere a Napoli, come padre spirituale del Seminario arcivescovile maggiore.

## Genealogia episcopale e successione apostolica
La genealogia episcopale è:
- Cardinale Scipione Rebiba
- Cardinale Giulio Antonio Santori
- Cardinale Girolamo Bernerio, O.P.
- Arcivescovo Galeazzo Sanvitale
- Cardinale Ludovico Ludovisi
- Cardinale Luigi Caetani
- Cardinale Ulderico Carpegna
- Cardinale Paluzzo Paluzzi Altieri degli Albertoni
- Papa Benedetto XIII
- Papa Benedetto XIV
- Cardinale Enrico Enriquez
- Arcivescovo Manuel Quintano Bonifaz
- Cardinale Buenaventura Córdoba Espinosa de la Cerda
- Cardinale Giuseppe Maria Doria Pamphilj
- Papa Pio VIII
- Papa Pio IX
- Cardinale Alessandro Franchi
- Cardinale Giovanni Simeoni
- Cardinale Vincenzo Vannutelli
- Cardinale Giovanni Battista Nasalli Rocca di Corneliano
- Cardinale Marcello Mimmi
- Arcivescovo Giacomo Palombella
- Cardinale Michele Giordano
- Arcivescovo Armando Dini

La successione apostolica è:
- Arcivescovo Angelo Spina (2007)